# Poul Winckler
Poul Winckler (født 8. maj 1937 i Aarhus, død 13. januar 2019) var en dansk fagforeningsmand, der var formand for Dansk Kommunalarbejderforbund fra 1980 og for Forbundet af Offentligt Ansatte fra dettes grundlæggelse i 1993 til 2002. I perioden 1990-2002 var han desuden formand for forhandlingskartellet KTO.
Winckler arbejdede i sit civile liv som portør, men i 1970 blev han fagforeningspolitiker på fuld tid. Som forbundsformand og forhandler høstede han anerkendelse for sin udholdenhed og velforberedte stil. Han markerede sig som modstander af udlicitering og privatisering, men tilhænger af Ny Løn. I 2002 trak han sig fra formandsposten på grund af alder jf. forbundets love. Dennis Kristensen blev efter kampvalg ny formand.
Fra 1998 tíl 2002 var han medlem af Farum Byråd for Socialdemokraterne.